# Gromklasse

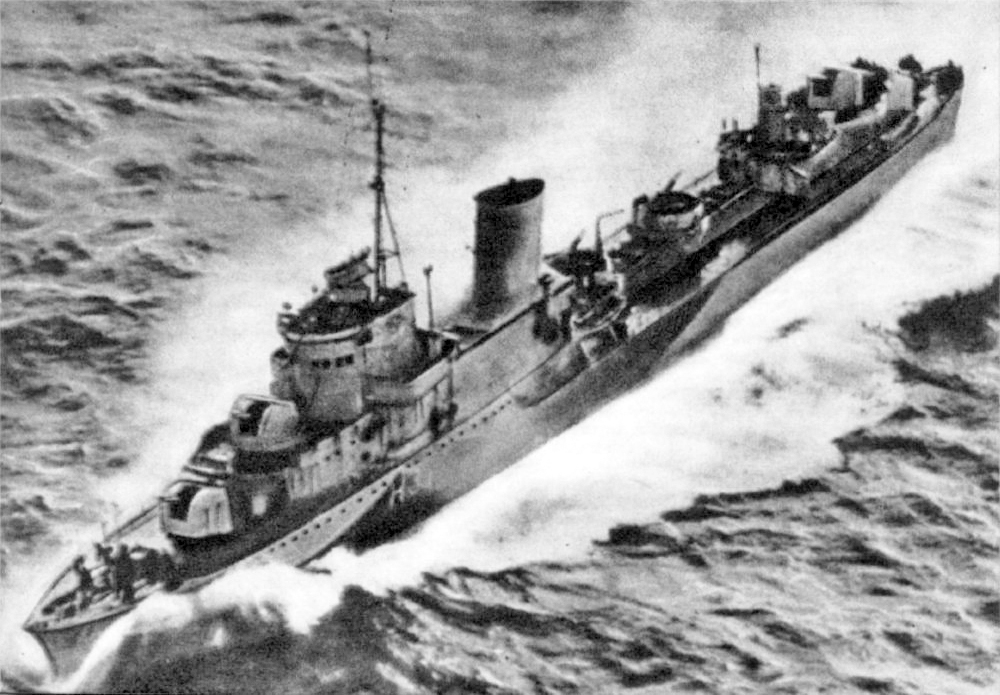
De Błyskawica op de Atlantische Oceaan

De Gromklasse was een Poolse scheepsklasse die twee torpedobootjagers omvatte. De schepen van de Gromklasse staan bekend als twee van de zwaarst bewapende torpedobootjagers van voor de Tweede Wereldoorlog. Ter vergelijking de torpedobootjagers van de Poolse Wicherklasse, die vijf jaar eerder in dienst waren genomen, hadden 4 kanonnen van 13 cm terwijl torpedobootjagers van de Gromklasse 7 kanonnen van 12 cm hadden. Beide schepen van de Gromklasse weken tijdens de Duitse inval in Polen in 1939 als onderdeel van plan Peking, samen met de Burza, uit naar het Verenigd Koninkrijk.

## Schepen
- ORP Błyskawica (1937-1976)
- ORP Grom (1937-1940)